# Zbor deasupra unui cuib de curci
Zbor deasupra unui cuib de curci este un film românesc din 2003 regizat de Ovidiu Georgescu. Rolurile principale au fost interpretate de actorii Andi Vasluianu, Constantin Drăgănescu, Coca Bloos.

## Distribuție
Distribuția filmului este alcătuită din:
- Coca Bloos
- Marius Bodochi — Orbul
- Ciprian Nicolăiasa
- Tudor Smoleanu
- Dorina Lazăr
- Constantin Cotimanis
- Alexandru Gheorghiu
- Andi Vasluianu
- Constantin Drăgănescu